# Campeonato de Primera B 2010-11 (Argentina)
El Torneo Primera B 2010-11 (oficialmente y por motivos de patrocinio Primera B Efectivo Sí) fue la septuagésima octava edición del campeonato de la Primera B de Argentina y la vigésimo quinta como tercera categoría del fútbol argentino. Dio comienzo el 24 de julio de 2010 y finalizó el 4 de junio de 2011.
Participaron 22 equipos y contó, como nuevos participantes, con la presencia del ascendido Barracas Central junto con los descendidos Sportivo Italiano y Platense. El campeón del torneo, consagrado a cuatro fechas de la finalización, fue Atlanta mientras que Deportivo Español descendió a la Primera C. 

## Ascensos y descensos
| Posición | Descendido de la Primera B 2009-10 |
| -------- | ---------------------------------- |
| 21.º     | Central Córdoba (R)                |

| Posición | Ascendido de la Primera C 2009-10 |
| -------- | --------------------------------- |
| 1.º      | Barracas Central                  |

| Posición | Ascendido a la Primera B Nacional 2010-11 |
| -------- | ----------------------------------------- |
| 1.º      | Almirante Brown                           |

| Posición | Descendidos de la Primera B Nacional 2009-10 |
| -------- | -------------------------------------------- |
| 19.º     | Platense                                     |
| 20.º     | Sportivo Italiano                            |

- De esta manera, el número de equipos aumentó a 22.

## Equipos participantes
| Equipo                 | Localidad           | Estadio                 | Capacidad |
| ---------------------- | ------------------- | ----------------------- | --------- |
| Acassuso               | Boulogne            | La Quema                | 800       |
| Almagro                | José Ingenieros     | Tres de Febrero         | 19.000    |
| Atlanta                | Buenos Aires        | Don León Kolbovsky      | 14.000    |
| Barracas Central       | Buenos Aires        | Barracas Central        | 4400      |
| Brown de Adrogué       | Adrogué             | Lorenzo Arandilla       | 4500      |
| Colegiales             | Munro               | Libertarios Unidos      | 6000      |
| Comunicaciones         | Buenos Aires        | Alfredo Ramos           | 3500      |
| Defensores de Belgrano | Buenos Aires        | Juan Pasquale           | 10 000    |
| Deportivo Armenio      | Ingeniero Maschwitz | Armenia                 | 10.500    |
| Social Español         | Buenos Aires        | Nueva España            | 32 500    |
| Deportivo Morón        | Morón               | Nuevo Francisco Urbano  | 32 000    |
| Estudiantes            | Caseros             | Ciudad de Caseros       | 16 740    |
| Flandria               | Jáuregui            | Carlos V                | 5000      |
| Los Andes              | Lomas de Zamora     | Eduardo Gallardón       | 36.500    |
| Nueva Chicago          | Buenos Aires        | Nueva Chicago           | 25.000    |
| Platense               | Vicente López       | Ciudad de Vicente López | 31.000    |
| San Telmo              | Dock Sud            | Dr. Osvaldo Baletto     | 5500      |
| Sarmiento              | Junín               | Eva Perón               | 23 000    |
| Sportivo Italiano      | Ciudad Evita        | República de Italia     | 8000      |
| Temperley              | Turdera             | Alfredo Beranger        | 22.000    |
| Tristán Suárez         | Tristán Suárez      | 20 de Octubre           | 15 000    |
| Villa San Carlos       | Berisso             | Genacio Sálice          | 4000      |

| 1. |

### Distribución geográfica de los equipos
| Región                                   | Cant. | Equipos |
| ---------------------------------------- | ----- | --- |
| Conurbano bonaerense                     | 13    | Acassuso, Almagro, Brown de Adrogué, Colegiales, Deportivo Armenio, Deportivo Morón, Estudiantes (BA), Los Andes, Platense, San Telmo, Sportivo Italiano, Temperley y Tristán Suárez |
| Ciudad de Buenos Aires                   | 6     | Atlanta, Barracas Central, Comunicaciones, Defensores de Belgrano, Deportivo Español y Nueva Chicago                                                                                 |
| Interior de la provincia de Buenos Aires | 2     | Flandria y Sarmiento (J) |
| Gran La Plata                            | 1     | Villa San Carlos |

## Formato

### Competición
Se disputó un torneo de 42 fechas por el sistema de todos contra todos, ida y vuelta.

### Ascensos
El equipo que más puntos obtuvo se consagró campeón y ascendió directamente. Los equipos ubicados entre el segundo y el noveno puesto de la tabla de posiciones final clasificaron al Torneo reducido, cuyo ganador disputó la promoción contra un equipo de la Primera B Nacional.

### Descensos
El equipo que al finalizar la temporada ocupó el último lugar de la tabla de promedios descendió a la Primera C, mientras que el que obtuvo el segundo peor promedio debió disputar una promoción ante un club de esa categoría.

## Tabla de posiciones
|  |     | Equipo                 | Pts | PJ | PG | PE | PP | GF | GC | Dif |
|  | --- | ---------------------- | --- | -- | -- | -- | -- | -- | -- | --- |
|  | 1.  | Atlanta                | 86  | 42 | 26 | 8  | 8  | 68 | 37 | 31  |
|  | 2.  | Estudiantes            | 73  | 42 | 21 | 10 | 11 | 54 | 43 | 11  |
|  | 3.  | Defensores de Belgrano | 71  | 42 | 19 | 14 | 9  | 48 | 28 | 20  |
|  | 4.  | Nueva Chicago          | 71  | 42 | 19 | 14 | 9  | 43 | 35 | 8   |
|  | 5.  | Brown de Adrogué       | 70  | 42 | 19 | 13 | 10 | 54 | 36 | 18  |
|  | 6.  | Deportivo Armenio      | 65  | 42 | 17 | 14 | 11 | 43 | 31 | 12  |
|  | 7.  | Barracas Central       | 64  | 42 | 15 | 19 | 8  | 50 | 29 | 21  |
|  | 8.  | Deportivo Morón        | 61  | 42 | 14 | 19 | 9  | 44 | 37 | 7   |
|  | 9.  | Villa San Carlos       | 60  | 42 | 18 | 6  | 18 | 45 | 43 | 2   |
|  | 10. | Comunicaciones         | 60  | 42 | 17 | 9  | 16 | 41 | 41 | 0   |
|  | 11. | Almagro                | 58  | 42 | 16 | 10 | 16 | 52 | 51 | 1   |
|  | 12. | Acassuso               | 56  | 42 | 13 | 17 | 12 | 46 | 43 | 3   |
|  | 13. | Flandria               | 54  | 42 | 13 | 15 | 14 | 37 | 31 | 6   |
|  | 14. | Colegiales             | 53  | 42 | 13 | 14 | 15 | 34 | 36 | -2  |
|  | 15. | Platense               | 53  | 42 | 11 | 20 | 11 | 31 | 34 | -3  |
|  | 16. | Sportivo Italiano      | 47  | 42 | 11 | 14 | 17 | 27 | 40 | -13 |
|  | 17. | Tristán Suárez         | 46  | 42 | 11 | 13 | 18 | 40 | 54 | -14 |
|  | 18. | Temperley              | 44  | 42 | 12 | 8  | 22 | 38 | 57 | -19 |
|  | 19. | San Telmo              | 42  | 42 | 10 | 12 | 20 | 35 | 52 | -17 |
|  | 20. | Sarmiento (J)          | 37  | 42 | 8  | 13 | 21 | 27 | 51 | -24 |
|  | 21. | Deportivo Español      | 35  | 42 | 7  | 14 | 21 | 26 | 55 | -29 |
|  | 22. | Los Andes              | 34  | 42 | 6  | 16 | 20 | 40 | 59 | -19 |

|  | Campeón. Ascendió a la Primera B Nacional.                                         |
|  | Clasificados para el Torneo reducido.                                              |
|  | Ganador del Torneo reducido. Perdió la promoción frente a Independiente Rivadavia. |

## Resultados
| Tristán Suárez | 2 - 1 | Nueva Chicago    |
| Estudiantes    | 1 - 0 | Comunicaciones   |
| Colegiales     | 0 - 1 | Villa San Carlos |
| Los Andes      | 3 - 0 | Sp. Italiano     |
| Acassuso       | 2 - 2 | Dep. Morón       |
| D. de Belgrano | 1 - 1 | Barracas Central |
| Flandria       | 0 - 0 | Platense         |
| Sarmiento      | 1 - 0 | Temperley        |
| Dep. Español   | 0 - 1 | Dep. Armenio     |
| San Telmo      | 1 - 0 | Almagro          |
| Atlanta        | 1 - 0 | Brown (A)        |

| Atlanta        | 1 - 1 | Tristán Suárez |
| Brown (A)      | 1 - 3 | San Telmo      |
| Almagro        | 2 - 1 | Dep. Español   |
| Dep. Armenio   | 0 - 0 | Sarmiento      |
| Temperley      | 1 - 0 | Flandria       |
| Platense       | 1 - 3 | D. de Belgrano |
| B. Central     | 0 - 1 | Acasuso        |
| Dep. Morón     | 1 - 1 | Los Andes      |
| Sp. Italiano   | 1 - 1 | Colegiales     |
| V. San Carlos  | 1 - 2 | Estudiantes    |
| Comunicaciones | 0 - 1 | Nueva Chicago  |

| T. Suárez      | 0 - 0 | Comunicaciones   |
| Nueva Chicago  | 1 - 1 | V. San Carlos    |
| Estudiantes    | 1 - 0 | Sp. Italiano     |
| Colegiales     | 0 - 0 | Dep. Morón       |
| Los Andes      | 1 - 1 | Barracas Central |
| Acassuso       | 0 - 0 | Platense         |
| D. de Belgrano | 2 - 1 | Temperley        |
| Flandria       | 0 - 1 | Dep. Armenio     |
| Sarmiento      | 1 - 1 | Almagro          |
| Dep. Español   | 1 - 1 | Brown (A)        |
| San Telmo      | 2 - 1 | Atlanta          |

| San Telmo        | 2 - 2 | T. Suárez      |
| Atlanta          | 2 - 0 | Dep. Español   |
| Brown (A)        | 1 - 0 | Sarmiento      |
| Almagro          | 1 - 0 | Flandria       |
| Dep. Armenio     | 0 - 2 | D. de Belgrano |
| Temperley        | 1 - 1 | Acassuso       |
| Platense         | 1 - 1 | Los Andes      |
| Barracas Central | 0 - 0 | Colegiales     |
| Dep. Morón       | 0 - 0 | Estudiantes    |
| Sp. Italiano     | 2 - 1 | Nueva Chicago  |
| V. San Carlos    | 3 - 2 | Comunicaciones |

| T. Suárez      | 0 - 1 | V. San Carlos    |
| Comunicaciones | 2 - 0 | Sp. Italiano     |
| Nueva Chicago  | 0 - 0 | Dep. Morón       |
| Estudiantes    | 3 - 1 | Barracas Central |
| Colegiales     | 0 - 0 | Platense         |
| Los Andes      | 0 - 3 | Temperley        |
| Acassuso       | 1 - 0 | Dep. Armenio     |
| D. de Belgrano | 2 - 0 | ALmagro          |
| Flandria       | 2 - 0 | Brown (A)        |
| Sarmiento      | 1 - 1 | Atlanta          |
| Dep. Español   | 2 - 1 | San Telmo        |

| Dep. Español     | 0 - 0 | T. Suárez      |
| San Telmo        | 0 - 1 | Samiento       |
| Atlanta          | 2 - 2 | Flandria       |
| Brown (A)        | 0 - 1 | D. de Belgrano |
| Almagro          | 0 - 1 | Acassuso       |
| Dep. Armenio     | 0 - 0 | Los Andes      |
| Temperley        | 1 - 0 | Colegiales     |
| Platense         | 1 - 1 | Estudiantes    |
| Barracas Central | 3 - 0 | Nueva Chicago  |
| Dep. Morón       | 3 - 0 | Comunicaciones |
| Sp. Italiano     | 1 - 0 | V. San Carlos  |

| T. Suárez      | 1 - 2 | Sp. Italiano     |
| V. San Carlos  | 1 - 2 | Dep. Morón       |
| Comunicaciones | 0 - 3 | Barracas Central |
| Nueva Chicago  | 0 - 0 | Platense         |
| Estudiantes    | 1 - 0 | Temperley        |
| Colegiales     | 3 - 1 | Dep. Armenio     |
| Los Andes      | 1 - 1 | Almagro          |
| Acassuso       | 0 - 2 | Brown (A)        |
| D. de Belgrano | 0 - 0 | Atlanta          |
| Flandria       | 0 - 2 | San Telmo        |
| Sarmiento      | 1 -1  | Dep. Español     |

| Sarmiento        | 1 - 1 | T. Suárez      |
| Dep. Español     | 0 - 1 | Flandria       |
| San Telmo        | 1 - 2 | D. de Belgrano |
| Atlanta          | 2 - 0 | Acassuso       |
| Brown (A)        | 3 - 1 | Los Andes      |
| Almagro          | 1 - 1 | Colegiales     |
| Dep. Armenio     | 0 - 1 | Estudiantes    |
| Temperley        | 1 - 1 | Nueva Chicago  |
| Platense         | 0 - 1 | Comunicaciones |
| Barracas Central | 1 - 1 | V. San Carlos  |
| Dep. Moron       | 2 - 0 | Sp. Italiano   |

| T. Suárez      | 1 - 0 | Dep. Morón       |
| Sp. Italiano   | 1 - 1 | Barracas Central |
| V. San Carlos  | 0 - 2 | Platense         |
| Comunicaciones | 0 - 3 | Temperley        |
| Nueva Chicago  | 1 - 2 | Dep. Armenio     |
| Estudiantes    | 1 - 1 | Almagro          |
| Colegiales     | 0 - 1 | Brown (A)        |
| Los Andes      | 1 - 3 | Atlanta          |
| Acassuso       | 1 - 1 | San Telmo        |
| D. de Belgrano | 3 - 0 | Dep. Español     |
| Flandria       | 3 - 0 | Sarmiento        |

| Flandria         | 0 - 0 | T. Suárez      |
| Sarmiento        | 1 - 0 | D. de Belgrano |
| Dep. Español     | 1 - 1 | Acassuso       |
| San Telmo        | 2 - 0 | Los Andes      |
| Atlanta          | 2 - 1 | Colegiales     |
| Brown (A)        | 1 - 2 | Estudiantes    |
| Almagro          | 1 - 1 | Nueva Chicago  |
| Dep. Armenio     | 1 - 3 | Comunicaciones |
| Temperley        | 0 - 0 | V. San Carlos  |
| Platense         | 1 - 1 | Sp. Italiano   |
| Barracas Central | 1 - 1 | Dep. Morón     |

| T. Suárez      | 3 - 3 | Barracas Central |
| Dep. Morón     | 0 - 2 | Platense         |
| Sp. Italiano   | 0 - 1 | Temperley        |
| V. San Carlos  | 0 - 3 | Dep. Armenio     |
| Comunicaciones | 5 - 1 | Almagro          |
| Nueva Chicago  | 3 - 2 | Brown (A)        |
| Estudiantes    | 0 - 3 | Atlanta          |
| Colegiales     | 3 - 1 | San Telmo        |
| Los Andes      | 1 - 1 | Dep. Español     |
| Acassuso       | 1 - 3 | Sarmiento        |
| D. de Belgrano | 0 - 0 | Flandria         |

| Flandria       | 1 - 1 | Acasusso         |
| Platense       | 0 - 0 | Barracas Central |
| Almagro        | 1 - 0 | Villa San Carlos |
| San Telmo      | 1 - 1 | Estudiantes      |
| Sarmiento      | 1 - 1 | Los Andes        |
| Dep. Armenio   | 3 - 1 | Sp. Italiano     |
| Brown (A)      | 3 - 0 | Comunicaciones   |
| Atlanta        | 4 - 0 | Nueva Chicago    |
| Dep. Español   | 1 - 1 | Colegiales       |
| D. de Belgrano | 1 - 0 | Tristán Suárez   |
| Temperley      | 1 - 2 | Dep. Morón       |

| Estudiantes      | 5 - 0 | Dep. Español   |
| Nueva Chicago    | 4 - 1 | San Telmo      |
| Tristán Suárez   | 1 - 1 | Platense       |
| Barracas Central | 2 - 1 | Temperley      |
| Comunicaciones   | 1 - 0 | Atlanta        |
| Colegiales       | 0 - 0 | Sarmiento      |
| Dep. Morón       | 1 - 1 | Dep. Armenio   |
| Sp. Italiano     | 1 - 2 | Almagro        |
| Villa San Carlos | 1 - 1 | Brown (A)      |
| Los Andes        | 1 - 2 | Flandria       |
| Acassuso         | 0 - 0 | D. de Belgrano |

| Sarmiento (J)  | 2 - 1 | Estudiantes      |
| D. de Belgrano | 2 - 2 | Los Andes        |
| Dep. Español   | 0 - 1 | Nueva Chicago    |
| San Telmo      | 0 - 3 | Comunicaciones   |
| Atlanta        | 2 - 1 | Villa San Carlos |
| Dep. Armenio   | 0 - 0 | Barracas Central |
| Acasusso       | 1 - 1 | Tristán Suárez   |
| Flandria       | 2 - 0 | Colegiales       |
| Brown (A)      | 0 - 0 | Sp. Italiano     |
| Almagro        | 2 - 4 | Dep. Morón       |
| Temperley      | 1 - 1 | Platense         |

| Estudiantes       | 1 - 0 | Flandria               |
| Tristán Suárez    | 1 - 3 | Temperley              |
| Barracas Central  | 0 - 1 | Almagro                |
| Sportivo Italiano | 0 - 1 | Atlanta                |
| Nueva Chicago     | 1 - 0 | Sarmiento (J)          |
| Comunicaciones    | 2 - 0 | Deportivo Español      |
| Colegiales        | 0 - 0 | Defensores de Belgrano |
| Los Andes         | 0 - 2 | Acassuso               |
| Villa San Carlos  | 3 - 0 | San Telmo              |
| Deportivo Morón   | 1 - 1 | Brown (A)              |
| Platense          | 0 - 0 | Deportivo Armenio      |

| Sarmiento (J)          | 0 - 0 | Comunicaciones    |
| Defensores de Belgrano | 3 - 0 | Estudiantes       |
| Brown (A)              | 1 - 1 | Barracas Central  |
| Deportivo Armenio      | 2 - 0 | Temperley         |
| Atlanta                | 3 - 1 | Deportivo Morón   |
| San Telmo              | 1 - 1 | Sportivo Italiano |
| Deportivo Español      | 0 - 1 | Villa San Carlos  |
| Acassuso               | 1 - 1 | Colegiales        |
| Flandria               | 0 - 1 | Nueva Chicago     |
| Almagro                | 1 - 2 | Platense          |
| Los Andes              | 0 - 1 | Tristán Suárez    |

| Sportivo Italiano | 0 - 0 | Deportivo Español      |
| Estudiantes       | 2 - 1 | Acassuso               |
| Comunicaciones    | 0 - 0 | Flandria               |
| Tristán Suárez    | 2 - 0 | Deportivo Armenio      |
| Barracas Central  | 1 - 1 | Atlanta                |
| Nueva Chicago     | 0 - 0 | Defensores de Belgrano |
| Platense          | 0 - 0 | Brown                  |
| Villa San Carlos  | 1 - 0 | Sarmiento              |
| Colegiales        | 1 - 0 | Los Andes              |
| Temperley         | 3 - 2 | Almagro                |
| Deportivo Morón   | 0 - 0 | San Telmo              |

| Acassuso               | 0 - 1 | Nueva Chicago     |
| Sarmiento              | 0 - 0 | Sportivo Italiano |
| Brown                  | 2 - 0 | Temperley         |
| Colegiales             | 0 - 0 | Tristán Suárez    |
| San Telmo              | 1 - 1 | Barracas Central  |
| Deportivo Español      | 2 - 1 | Deportivo Morón   |
| Flandria               | 2 - 0 | Villa San Carlos  |
| Defensores de Belgrano | 2 - 0 | Comunicaciones    |
| Los Andes              | 0 - 1 | Estudiantes       |
| Almagro                | 1 - 0 | Deportivo Armenio |
| Atlanta                | 1 - 0 | Platense          |

| Tristán Suárez    | 1 - 4 | Almagro                |
| Comunicaciones    | 1 - 1 | Acassuso               |
| Villa San Carlos  | 1 - 0 | Defensores de Belgrano |
| Sportivo Italiano | 1 - 0 | Flandria               |
| Barracas Central  | 1 - 0 | Deportivo Español      |
| Deportivo Armenio | 1 - 1 | Brown                  |
| Estudiantes       | 1 - 0 | Colegiales             |
| Nueva Chicago     | 1 - 0 | Los Andes              |
| Temperley         | 1 - 2 | Atlanta                |
| Platense          | 0 - 0 | San Telmo              |
| Deportivo Morón   | 2 - 0 | Sarmiento              |

| Atlanta                | 2 - 1 | Deportivo Armenio |
| San Telmo              | 0 - 1 | Temperley         |
| Defensores de Belgrano | 0 - 0 | Sportivo Italiano |
| Acassuso               | 3 - 0 | Villa San Carlos  |
| Brown                  | 2 - 1 | Almagro           |
| Colegiales             | 1 - 2 | Nueva Chicago     |
| Estudiantes            | 0 - 1 | Tristán Suárez    |
| Flandria               | 1 - 0 | Deportivo Morón   |
| Los Andes              | 0 - 1 | Comunicaciones    |
| Deportivo Español      | 1 - 0 | Platense          |
| Sarmiento              | 0 - 4 | Barracas Central  |

| Deportivo Armenio | 2 - 0 | San Telmo              |
| Comunicaciones    | 2 - 0 | Colegiales             |
| Nueva Chicago     | 0 - 0 | Estudiantes            |
| Tristán Suárez    | 1 - 0 | Brown                  |
| Platense          | 2 - 1 | Sarmiento              |
| Barracas Central  | 2 - 0 | Flandria               |
| Villa San Carlos  | 1 - 0 | Los Andes              |
| Temperley         | 1 - 1 | Deportivo Español      |
| Deportivo Morón   | 1 - 0 | Defensores de Belgrano |
| Sportivo Italiano | 0 - 0 | Acassuso               |
| Almagro           | 1 - 2 | Atlanta                |

| Platense          | 1 - 0 | Flandria               |
| Deportivo Armenio | 1 - 1 | Deportivo Español      |
| Comunicaciones    | 2 - 0 | Estudiantes            |
| Villa San Carlos  | 0 - 1 | Colegiales             |
| Barracas Central  | 0 - 0 | Defensores de Belgrano |
| Almagro           | 3 - 1 | San Telmo              |
| Brown             | 2 - 0 | Atlanta                |
| Deportivo Morón   | 2 - 1 | Acassuso               |
| Temperley         | 2 - 1 | Sarmiento              |
| Sportivo Italiano | 2 - 2 | Los Andes              |
| Nueva Chicago     | 2 - 0 | Tristán Suárez         |

| Nueva Chicago          | 1 - 0 | Comunicaciones    |
| Deportivo Español      | 0 - 1 | Almagro           |
| Sarmiento              | 0 - 4 | Deportivo Armenio |
| Flandria               | 0 - 1 | Temperley         |
| Defensores de Belgrano | 0 - 1 | Platense          |
| Acassuso               | 1 - 1 | Barracas Central  |
| Colegiales             | 2 - 1 | Sportivo Italiano |
| Estudiantes            | 1 - 1 | Villa San Carlos  |
| Tristán Suárez         | 1 - 4 | Atlanta           |
| San Telmo              | 0 - 1 | Brown             |
| Los Andes              | 1 - 1 | Deportivo Morón   |

| Platense          | 0 - 0 | Acassuso               |
| Comunicaciones    | 1 - 0 | Tristán Suárez         |
| Villa San Carlos  | 1 - 2 | Nueva Chicago          |
| Barracas Central  | 0 - 0 | Los Andes              |
| Temperley         | 1 - 1 | Defensores de Belgrano |
| Deportivo Armenio | 1 - 1 | Flandria               |
| Brown             | 4 - 1 | Deportivo Español      |
| Atlanta           | 3 - 0 | San Telmo              |
| Almagro           | 2 - 0 | Sarmiento              |
| Deportivo Morón   | 0 - 0 | Colegiales             |
| Sportivo Italiano | 0 - 0 | Estudiantes            |

| Tristán Suárez         | 2 - 0 | San Telmo         |
| Flandria               | 2 - 0 | Almagro           |
| Defensores de Belgrano | 0 - 0 | Deportivo Armenio |
| Acassuso               | 4 - 1 | Temperley         |
| Colegiales             | 0 - 1 | Barracas Central  |
| Comunicaciones         | 3 - 1 | Villa San Carlos  |
| Nueva Chicago          | 0 - 0 | Sportivo Italiano |
| Sarmiento              | 2 - 0 | Brown             |
| Los Andes              | 3 - 1 | Platense          |
| Deportivo Español      | 0 - 2 | Atlanta           |
| Estudiantes            | 3 - 0 | Deportivo Morón   |

| Villa San Carlos  | 1 - 0 | Tristán Suárez         |
| Atlanta           | 2 - 1 | Sarmiento              |
| Barracas Central  | 2 - 1 | Estudiantes            |
| Brown             | 1 - 1 | Flandria               |
| Deportivo Armenio | 2 - 0 | Acassuso               |
| Sportivo Italiano | 0 - 2 | Comunicaciones         |
| Almagro           | 0 - 3 | Defensores de Belgrano |
| San Telmo         | 0 - 0 | Deportivo Español      |
| Platense          | 2 - 1 | Colegiales             |
| Temperley         | 1 - 2 | Los Andes              |
| Deportivo Morón   | 0 - 0 | Nueva Chicago          |

| Tristán Suárez         | 2 - 1 | Deportivo Español |
| Flandria               | 3 - 0 | Atlanta           |
| Defensores de Belgrano | 1 - 1 | Brown             |
| Acassuso               | 2 - 2 | Almagro           |
| Colegiales             | 2 - 0 | Temperley         |
| Nueva Chicago          | 0 - 0 | Barracas Central  |
| Comunicaciones         | 2 - 1 | Deportivo Morón   |
| Villa San Carlos       | 0 - 2 | Sportivo Italiano |
| Sarmiento              | 2 - 0 | San Telmo         |
| Estudiantes            | 1 - 1 | Platense          |
| Los Andes              | 1 - 1 | Deportivo Armenio |

| Sportivo Italiano | 1 - 2 | Tristán Suárez         |
| Brown             | 1 - 1 | Acassuso               |
| Almagro           | 1 - 0 | Los Andes              |
| Deportivo Armenio | 0 - 0 | Colegiales             |
| Barracas Central  | 2 - 0 | Comunicaciones         |
| Deportivo Español | 1 - 0 | Sarmiento              |
| Temperley         | 1 - 2 | Estudiantes            |
| Platense          | 0 - 0 | Nueva Chicago          |
| Deportivo Morón   | 1 - 1 | Villa San Carlos       |
| Atlanta           | 1 - 2 | Defensores de Belgrano |
| San Telmo         | 0 - 0 | Flandria               |

| Tristán Suárez         | 1 - 0 | Sarmiento         |
| Villa San Carlos       | 1 - 0 | Barracas Central  |
| Comunicaciones         | 0 - 0 | Platense          |
| Nueva Chicago          | 2 - 1 | Temperley         |
| Estudiantes            | 1 - 1 | Deportivo Armenio |
| Colegiales             | 2 - 1 | Almagro           |
| Los Andes              | 2 - 3 | Brown             |
| Acassuso               | 2 - 2 | Atlanta           |
| Defensores de Belgrano | 2 - 0 | San Telmo         |
| Flandria               | 1 - 1 | Deportivo Español |
| Sportivo Italiano      | 0 - 1 | Deportivo Morón   |

| Deportivo Morón   | 4 - 2 | Tristán Suárez         |
| Deportivo Español | 0 - 2 | Defensores de Belgrano |
| San Telmo         | 1 - 0 | Acassuso               |
| Atlanta           | 4 - 1 | Los Andes              |
| Brown             | 0 - 1 | Colegiales             |
| Almagro           | 1 - 2 | Estudiantes            |
| Deportivo Armenio | 0 - 1 | Nueva Chicago          |
| Temperley         | 3 - 0 | Comunicaciones         |
| Platense          | 2 - 1 | Villa San Carlos       |
| Barracas Central  | 2 - 0 | Sportivo Italiano      |
| Sarmiento         | 0 - 0 | Flandria               |

| Los Andes              | 0 - 1 | San Telmo         |
| Estudiantes            | 3 - 4 | Brown             |
| Tristán Suárez         | 3 - 5 | Flandria          |
| Villa San Carlos       | 4 - 0 | Temperley         |
| Comunicaciones         | 0 - 1 | Deportivo Armenio |
| Nueva Chicago          | 1 - 5 | Almagro           |
| Acassuso               | 1 - 0 | Deportivo Español |
| Defensores de Belgrano | 2 - 0 | Sarmiento         |
| Sportivo Italiano      | 2 - 0 | Platense          |
| Colegiales             | 1 - 2 | Atlanta           |
| Deportivo Morón        | 1 - 1 | Barracas Central  |

| Flandria          | 2 - 0 | Defensores de Belgrano |
| Atlanta           | 2 - 0 | Estudiantes            |
| Sarmiento         | 1 - 2 | Acassuso               |
| Deportivo Español | 0 - 3 | Los Andes              |
| San Telmo         | 3 - 0 | Colegiales             |
| Brown             | 2 - 0 | Nueva Chicago          |
| Almagro           | 0 - 0 | Comunicaciones         |
| Deportivo Armenio | 1 - 0 | Villa San Carlos       |
| Platense          | 0 - 1 | Deportivo Morón        |
| Barracas Central  | 1 - 1 | Tristán Suárez         |
| Temperley         | 0 - 1 | Sportivo Italiano      |

| Nueva Chicago     | 0 - 1 | Atlanta                |
| Tristán Suárez    | 0 - 2 | Defensores de Belgrano |
| Colegiales        | 0 - 0 | Deportivo Español      |
| Acassuso          | 1 - 1 | Flandria               |
| Comunicaciones    | 0 - 0 | Brown                  |
| Estudiantes       | 1 - 4 | San Telmo              |
| Sportivo Italiano | 0 - 1 | Deportivo Armenio      |
| Deportivo Morón   | 1 - 0 | Temperley              |
| Villa San Carlos  | 1 - 2 | Almagro                |
| Barracas Central  | 2 - 0 | Platense               |
| Los Andes         | 2 - 0 | Sarmiento              |

| Platense               | 2 - 1 | Tristán Suárez    |
| Flandria               | 1 - 2 | Los Andes         |
| Sarmiento              | 1 - 2 | Colegiales        |
| Deportivo Español      | 0 - 1 | Estudiantes       |
| San Telmo              | 1 - 1 | Nueva Chicago     |
| Atlanta                | 1 - 0 | Comunicaciones    |
| Brown                  | 1 - 0 | Villa San Carlos  |
| Almagro                | 0 - 1 | Sportivo Italiano |
| Deportivo Armenio      | 2 - 0 | Deportivo Morón   |
| Temperley              | 0 - 0 | Barracas Central  |
| Defensores de Belgrano | 0 - 2 | Acassuso          |

| Estudiantes       | 2 - 2 | Sarmiento              |
| Villa San Carlos  | 3 - 0 | Atlanta                |
| Comunicaciones    | 1 - 0 | San Telmo              |
| Nueva Chicago     | 1 - 1 | Deportivo Español      |
| Colegiales        | 1 - 0 | Flandria               |
| Barracas Central  | 1 - 3 | Deportivo Armenio      |
| Sportivo Italiano | 0 - 3 | Brown                  |
| Los Andes         | 2 - 2 | Defensores de Belgrano |
| Tristán Suárez    | 0 - 1 | Acassuso               |
| Deportivo Morón   | 1 - 1 | Almagro                |
| Platense          | 1 - 1 | Temperley              |

| Brown                  | 0 - 0 | Deportivo Morón   |
| Sarmiento              | 0 - 2 | Nueva Chicago     |
| Atlanta                | 2 - 1 | Sportivo Italiano |
| Defensores de Belgrano | 2 - 1 | Colegiales        |
| Flandria               | 1 - 3 | Estudiantes       |
| San Telmo              | 0 - 1 | Villa San Carlos  |
| Deportivo Español      | 3 - 1 | Comunicaciones    |
| Temperley              | 0 - 2 | Tristán Suárez    |
| Deportivo Armenio      | 1 - 0 | Platense          |
| Acassuso               | 3 - 0 | Los Andes         |
| Almagro                | 1 - 0 | Barracas Central  |

| Comunicaciones    | 1 - 0 | Sarmiento              |
| Temperley         | 2 - 0 | Deportivo Armenio      |
| Tristán Suárez    | 1 - 1 | Los Andes              |
| Barracas Central  | 3 - 0 | Brown                  |
| Sportivo Italiano | 1 - 0 | San Telmo              |
| Villa San Carlos  | 2 - 0 | Deportivo Español      |
| Nueva Chicago     | 0 - 0 | Flandria               |
| Estudiantes       | 0 - 2 | Defensores de Belgrano |
| Colegiales        | 0 - 1 | Acassuso               |
| Platense          | 2 - 1 | Almagro                |
| Deportivo Morón   | 1 - 2 | Atlanta                |

| Atlanta                | 0 - 1 | Barracas Central  |
| Sarmiento              | 0 - 2 | Villa San Carlos  |
| Deportivo Armenio      | 1 - 0 | Tristán Suárez    |
| Defensores de Belgrano | 0 - 3 | Nueva Chicago     |
| Deportivo Español      | 0 - 0 | Sportivo Italiano |
| San Telmo              | 0 - 0 | Deportivo Morón   |
| Brown                  | 2 - 0 | Platense          |
| Flandria               | 0 - 0 | Comunicaciones    |
| Almagro                | 3 - 0 | Temperley         |
| Los Andes              | 1 - 1 | Colegiales        |
| Acassuso               | 1 - 3 | Estudiantes       |

| Nueva Chicago     | 2 - 0 | Acassuso               |
| Barracas Central  | 2 - 0 | San Telmo              |
| Deportivo Armenio | 1 - 2 | Almagro                |
| Comunicaciones    | 1 - 2 | Defensores de Belgrano |
| Temperley         | 0 - 3 | Brown                  |
| Tristán Suárez    | 0 - 1 | Colegiales             |
| Deportivo Morón   | 2 - 0 | Deportivo Español      |
| Sportivo Italiano | 1 - 0 | Sarmiento              |
| Villa San Carlos  | 2 - 1 | Flandria               |
| Estudiantes       | 2 - 1 | Los Andes              |
| Platense          | 1 - 0 | Atlanta                |

| Acassuso               | 1 - 3 | Comunicaciones    |
| Defensores de Belgrano | 0 - 2 | Villa San Carlos  |
| Sarmiento              | 1 - 1 | Deportivo Morón   |
| San Telmo              | 2 - 2 | Platense          |
| Flandria               | 1 - 0 | Sportivo Italiano |
| Deportivo Español      | 0 - 3 | Barracas Central  |
| Atlanta                | 2 - 0 | Temperley         |
| Brown                  | 0 - 0 | Deportivo Armenio |
| Almagro                | 1 - 1 | Tristán Suárez    |
| Colegiales             | 1 - 0 | Estudiantes       |
| Los Andes              | 1 - 2 | Nueva Chicago     |

| Villa San Carlos  | 0 - 2 | Acassuso               |
| Tristán Suárez    | 0 - 2 | Estudiantes            |
| Deportivo Armenio | 2 - 2 | Atlanta                |
| Temperley         | 0 - 2 | San Telmo              |
| Platense          | 1 - 2 | Deportivo Español      |
| Deportivo Morón   | 0 - 0 | Flandria               |
| Sportivo Italiano | 0 - 0 | Defensores de Belgrano |
| Comunicaciones    | 0 - 0 | Los Andes              |
| Nueva Chicago     | 2 - 1 | Colegiales             |
| Barracas Central  | 1 - 2 | Sarmiento              |
| Almagro           | 0 - 1 | Brown                  |

| Estudiantes            | 1 - 0 | Nueva Chicago     |
| Brown                  | 2 - 1 | Tristán Suárez    |
| Colegiales             | 3 - 1 | Comunicaciones    |
| Los Andes              | 1 - 3 | Villa San Carlos  |
| Acassuso               | 1 - 2 | Sportivo Italiano |
| Defensores de Belgrano | 1 - 2 | Deportivo Morón   |
| Flandria               | 1 - 0 | Barracas Central  |
| Sarmiento              | 0 - 0 | Platense          |
| Atlanta                | 0 - 0 | Almagro           |
| San Telmo              | 0 - 1 | Deportivo Armenio |
| Deportivo Español      | 3 - 0 | Temperley         |

## Tabla de promedios
|  |     | Equipo                 | 08/09 | 09/10 | 10/11 | Total | PJ  | Prom. |
|  | --- | ---------------------- | ----- | ----- | ----- | ----- | --- | ----- |
|  | 1.  | Atlanta                | 57    | 58    | 87    | 201   | 122 | 1,648 |
|  | 2.  | Estudiantes            | 60    | 61    | 73    | 194   | 122 | 1,590 |
|  | 3.  | Nueva Chicago          | 67    | 51    | 71    | 189   | 122 | 1,549 |
|  | 4.  | Barracas Central       | -     | -     | 64    | 64    | 42  | 1,524 |
|  | 5.  | Defensores de Belgrano | 59    | 55    | 71    | 185   | 122 | 1,516 |
|  | 6.  | Sportivo Italiano      | 73    | -     | 47    | 120   | 82  | 1,463 |
|  | 7.  | Sarmiento              | 64    | 75    | 37    | 176   | 122 | 1,443 |
|  | 8.  | Colegiales             | 62    | 61    | 53    | 176   | 122 | 1,443 |
|  | 9.  | Deportivo Morón        | 63    | 47    | 61    | 171   | 122 | 1,402 |
|  | 10. | Brown                  | 47    | 54    | 70    | 171   | 122 | 1,402 |
|  | 11. | Acassuso               | 53    | 55    | 56    | 164   | 122 | 1,344 |
|  | 12. | Villa San Carlos       | -     | 48    | 60    | 108   | 82  | 1,317 |
|  | 13. | Temperley              | 59    | 56    | 44    | 159   | 122 | 1,303 |
|  | 14. | Platense               | -     | -     | 53    | 53    | 42  | 1,262 |
|  | 15. | Almagro                | -     | 44    | 58    | 102   | 82  | 1,244 |
|  | 16. | Tristán Suárez         | 43    | 62    | 46    | 151   | 122 | 1,238 |
|  | 17. | Comunicaciones         | 47    | 35    | 60    | 142   | 122 | 1,164 |
|  | 18. | Deportivo Armenio      | 38    | 38    | 65    | 141   | 122 | 1,156 |
|  | 19. | Flandria               | 40    | 47    | 54    | 141   | 122 | 1,156 |
|  | 20. | San Telmo              | 44    | 54    | 42    | 140   | 122 | 1,148 |
|  | 21. | Los Andes              | -     | 60    | 34    | 94    | 82  | 1,146 |
|  | 22. | Deportivo Español      | 47    | 44    | 35    | 126   | 122 | 1,033 |

|  | Mantuvo su lugar en la categoría tras disputar la promoción frente a Central Córdoba. |
|  | Descendió a la Primera C.                                                             |

## Torneo reducido
Los equipos ubicados del segundo al noveno lugar de la tabla de posiciones participaron del reducido, un minitorneo por eliminación directa que inició en la instancia de cuartos de final a partido único, posteriormente se avanzó a semifinales (también a partido único) y luego a la final, que se definió en partidos de ida y vuelta.
 El equipo que hubo finalizado el torneo regular mejor posicionado que su adversario tuvo ventaja deportiva, la cual contemplaba cerrar la serie como local y avance automático de ronda en caso de paridad en cantidad de goles. 
 El equipo que resultó ganador del minitorneo jugó la promoción por el ascenso a la Primera B Nacional, instancia en la que enfrentó al equipo directamente afiliado a la AFA que tuvo el peor promedio, excluyendo a los dos descendidos.
| Estudiantes            | 1 - 3 | Villa San Carlos  | Ciudad de Caseros | 8 de junio de 2011 | 21:10 |
| Defensores de Belgrano | 1 - 0 | Deportivo Morón   | Juan Pasquale     | 7 de junio de 2011 | 21:10 |
| Nueva Chicago          | 3 - 3 | Barracas Central  | Nueva Chicago     | 7 de junio de 2011 | 15:05 |
| Brown de Adrogué       | 1 - 1 | Deportivo Armenio | Lorenzo Arandilla | 8 de junio de 2011 | 15:20 |

| Defensores de Belgrano | 2 - 0 | Villa San Carlos | Juan Pasquale | 11 de junio de 2011 | 17:05 |
| Nueva Chicago          | 2 - 1 | Brown de Adrogué | Nueva Chicago | 11 de junio de 2011 | 13:05 |

| Nueva Chicago                                                                                           | 2 - 1 | Defensores de Belgrano | Nueva Chicago | 15 de junio de 2011 | 15:30 |
| Defensores de Belgrano                                                                                  | 1 - 0 | Nueva Chicago          | Juan Pasquale | 19 de junio de 2011 | 17:15 |
| Defensores de Belgrano accedió a disputar la Promoción con resultado global de 2-2 (ventaja deportiva). |       |                        |               |                     |       |

|  | Pasaron a la siguiente ronda. |

## Promociones

### Primera B Nacional - Primera B
| Defensores de Belgrano                                                                                          | 0 - 0 | Independiente Rivadavia | Juan Pasquale       | 22 de junio de 2011 | 18:00 |
| Independiente Rivadavia                                                                                         | 2 - 2 | Defensores de Belgrano  | Bautista Gargantini | 26 de junio de 2011 | 17:05 |
| Independiente Rivadavia permaneció en la Primera B Nacional con un resultado global de 2-2 (ventaja deportiva). |       |                         |                     |                     |       |

### Primera B - Primera C
| Central Córdoba (R)                                               | 0 - 1 | Los Andes           | Marcelo Bielsa    | 21 de junio de 2011 | 21:00 |
| Los Andes                                                         | 1 - 0 | Central Córdoba (R) | Eduardo Gallardón | 25 de junio de 2011 | 15:00 |
| Los Andes permaneció en la Primera B con resultado global de 2-0. |       |                     |                   |                     |       |

## Goleadores
| Jugador | Jugador              | Jugador           | Equipo           | Goles | Goles | Goles | Goles | Goles |
| Jugador | Jugador              | Jugador           | Equipo           | J     | C     | T     | P     | Total |
| ------- | -------------------- | ----------------- | ---------------- | ----- | ----- | ----- | ----- | ----- |
| 1       | Bandera de Argentina | Leonardo Romero   | Acassuso         | 12    | 0     | 0     | 7     | 19    |
| 1       | Bandera de Argentina | Javier Grbec      | Brown de Adrogué | 17    | 0     | 0     | 2     | 19    |
| 3       | Bandera de Argentina | Andrés Soriano    | Atlanta          | 15    | 0     | 0     | 2     | 17    |
| 4       | Bandera de Argentina | Abel Soriano      | Atlanta          | 13    | 0     | 0     | 3     | 16    |
| 4       | Bandera de Argentina | Damian Akerman    | Deportivo Morón  | 15    | 0     | 0     | 1     | 16    |
| 4       | Bandera de Argentina | Emiliano Bonfigli | Almagro          | 15    | 0     | 0     | 1     | 16    |

- Fuente: Goleadores Primera B Metropolitana 2010/11 A.F.A